# هانز شيم
هانز شيم (بالألمانية: Hans Schemm) (6 أكتوبر 1891 في بايرويت - 5 مارس 1935 في بايروث) كان غاولايتر في ألمانيا النازية.

## الحياة
أنضم شيم، الذي كان والداه يديران متجر أحذية، لأول مرة إلى فولكسشوله لمدة خمس سنوات ثم في عام 1905 إلى كلية المعلمين. في عام 1915 تزوج. في عام 1917 ولد ابنه. خلال الحرب العالمية الأولى كان يعمل في مستشفى عسكري في بايرويت حيث أصيب بالسل.
في عام 1919 كان ينتمي إلى فرايكوربس بايرويت، الذي شارك في قتال الشوارع الذي كان شائعًا في ذلك الوقت بين المجموعات السياسية المعارضة في ميونيخ.
على أساس خلفيته في الكيمياء الحيوية، أصبح شيم رئيسًا لمختبر كيميائي بكتريولوجي في Thale (Hubertusbad). بعد إغلاقه في عام 1921 لأسباب مالية، عاد إلى الفصل الدراسي حتى عام 1928.
كانت مواقفه السياسية معادية للديمقراطية ومعاداة للسامية ومعاداة للشيوعية، كما يتضح من بعض اقتباساته:
- «نحن لسنا موضوعيين - نحن ألمانيون!» [2]

- «... يجب على اليهودي أن يتدلى من كل عمود.» [3]

في عام 1927، أسس الاتحاد الوطني للمعلمين الاشتراكيين. في عام 1928، أصبح عضوا في برلمان الولاية البافارية.
في الانتخابات البرلمانية التي أجريت في 28 مايو 1928، فاز النازيون بـ 12 مقعدًا. تم وصف المخطط بأنه «ربما أكثر القادة النازيين الفرانكونية مهارة وديناميكية».
في عام 1930، أصبح عضواً في البرلمان الوطني الألماني، الرايخستاغ.
في عام 1933، أصبح شيم مواطن شرفي في بايرويت.
في أبريل 1933، عندما وصل إلى باساو لحضور وضع حجر الأساس لقاعة Nibelungs، خاطب الجماهير أيضًا. 
في مارس 1935، أصيب بجروح خطيرة في تحطم طائرة. على الرغم من أن هتلر أمر شخصيًا البروفيسور برلين فرديناند ساويربروخ بالسفر إلى بايرويت، إلا أن سكيم توفي متأثراً بجراحه يوم 5 مارس قبل وصول البروفيسور. وكان خليفته كما جاولاتير فريتز واشتلر.
كرّمه النازيون بعد وفاته باعتباره داعية ومعلماً.

## أعمال
- دير روت كريج. تمتم أودر جينوسين، 1931